# Augustin Himmel
Heinrich Himmel, auch Hümmel und latinisiert Coelum, (* 1486 in Emmerich?; † 20. September 1553 in Altenburg) war ein deutscher lutherischer Theologe und Reformator.

## Leben
Himmel trat vermutlich in Köln in den Augustiner-Eremiten-Orden ein. Bei seiner Immatrikulation in Wittenberg 1516 wurde er mit seinem Klosternamen als Augustinus de Embrica eingetragen. Er erwarb 1517 das Baccalaureat und 1518 den Magistergrad. Er muss ein tüchtiger Theologe gewesen sein, denn seit 1521 hielt er im Kölner Konvent theologische Vorlesungen. Die Kölner Theologische Fakultät untersagt es ihm jedoch.
Der Erzbischof leitete ein Verfahren gegen ihn ein, doch vergeblich. Der Chronist schreibt, dass im Kloster weiterhin „Irrtum und Zank“ herrschten. Die Visitation, die Johannes Spangenberg als Ordensvikar durchführt, hat nur vorübergehende Wirkung. Die Spannungen hielten an. Der neue Prior legte deshalb sein Amt nieder. Martin Luther nennt Himmel „fein, still, sittig, gelehrt und fromm“.
Als er aus dem Kloster ausschied, hielt er sich zuerst als Prediger in Köln auf. 1525 wurde er in Wittenberg Prediger an der Schlosskirche. Auf Empfehlung der Visitatoren kam er 1529 als Superintendent nach Colditz. Im Mai 1545 übernahm er die Nachfolge Georg Spalatins als Superintendent in Altenburg. Er stand mit Luther und Philipp Melanchthon im Briefwechsel.